# Stenoproctus naivasha
Stenoproctus naivasha är en tvåvingeart som beskrevs av Smith 1969. Stenoproctus naivasha ingår i släktet Stenoproctus och familjen puckeldansflugor.
Artens utbredningsområde är Kenya. Inga underarter finns listade i Catalogue of Life.